# Champsochromis
Champsochromis es un género de peces de la familia de Cichlidae y de la orden de los Perciformes. Es endémico del lago Malawi en África Oriental.

## Especies
- Champsochromis caeruleus (Boulenger, 1908)
- Champsochromis spilorhynchus (Regan, 1922)